# Delias leucobalia
Delias leucobalia is een vlindersoort uit de familie van de Pieridae (witjes), onderfamilie Pierinae.
Delias leucobalia werd in 1912 beschreven door Jordan.